# Infamia sul mare
Infamia sul mare (The Decks Ran Red) è un film del 1958, scritto e diretto da Andrew L. Stone, con protagonisti James Mason, Dorothy Dandridge e Broderick Crawford.

## Trama
Due marinai, Henry Scott e il suo complice Leroy Martin, mettono in atto un piano criminoso per uccidere tutti i membri della nave mercantile su cui si trovano, con l'intento di semiallagare poi l'imbarcazione e condurla a riva onde ricevere un lauto compenso, spettante dalle leggi marinare, spacciandosi come salvatori della nave e fingendo che essa stesse affondando per un guasto.
I due anzitutto uccidono il capitano, facendo credere che abbia avuto un infarto, quindi all'arrivo del nuovo capitano, Edwin Rummill, cercano di provocare un ammutinamento per creare il caos, approfittando anche del fatto che sulla nave è giunta una donna, Mahia, moglie del cuoco, che essi accusano di flirtare con Rummill.
I due però, non riuscendo a provocare l'ammutinamento, iniziano ad assassinare i membri dell'equipaggio con le armi da fuoco che avevano tenute nascoste per l'occasione. Ma il capitano Rummill si accorge in tempo della strage in atto e riesce a eliminare i due criminali salvando così gran parte dell'equipaggio.